# 克莱姆森 (南卡罗来纳州)
克莱姆森（英文：Clemson），是美国南卡罗来纳州下属的一座城市。城市类型是“City”。其面积大约为7.9平方英里（20.47平方公里）。根据2010年美国人口普查，该市有人口13,905人，人口密度约为每平方英里1,759.68人（约合每平方公里679.44人）。